# Андреевка (Бирский район)
Андре́евка (баш. Андреевка) — деревня в Бирском районе Республики Башкортостан Российской Федерации. Входит в состав Кусекеевского сельсовета. 

## География

### Географическое положение
Расстояние до:
- районного центра (Бирск): 18 км,
- центра сельсовета (Кусекеево): 9 км,
- ближайшей ж/д станции (Уфа): 124 км.

## Население
| 2002 | 2009 | 2010 |
| ---- | ---- | ---- |
| 0    | ↗1   | ↗2   |